# Côte d'Azur

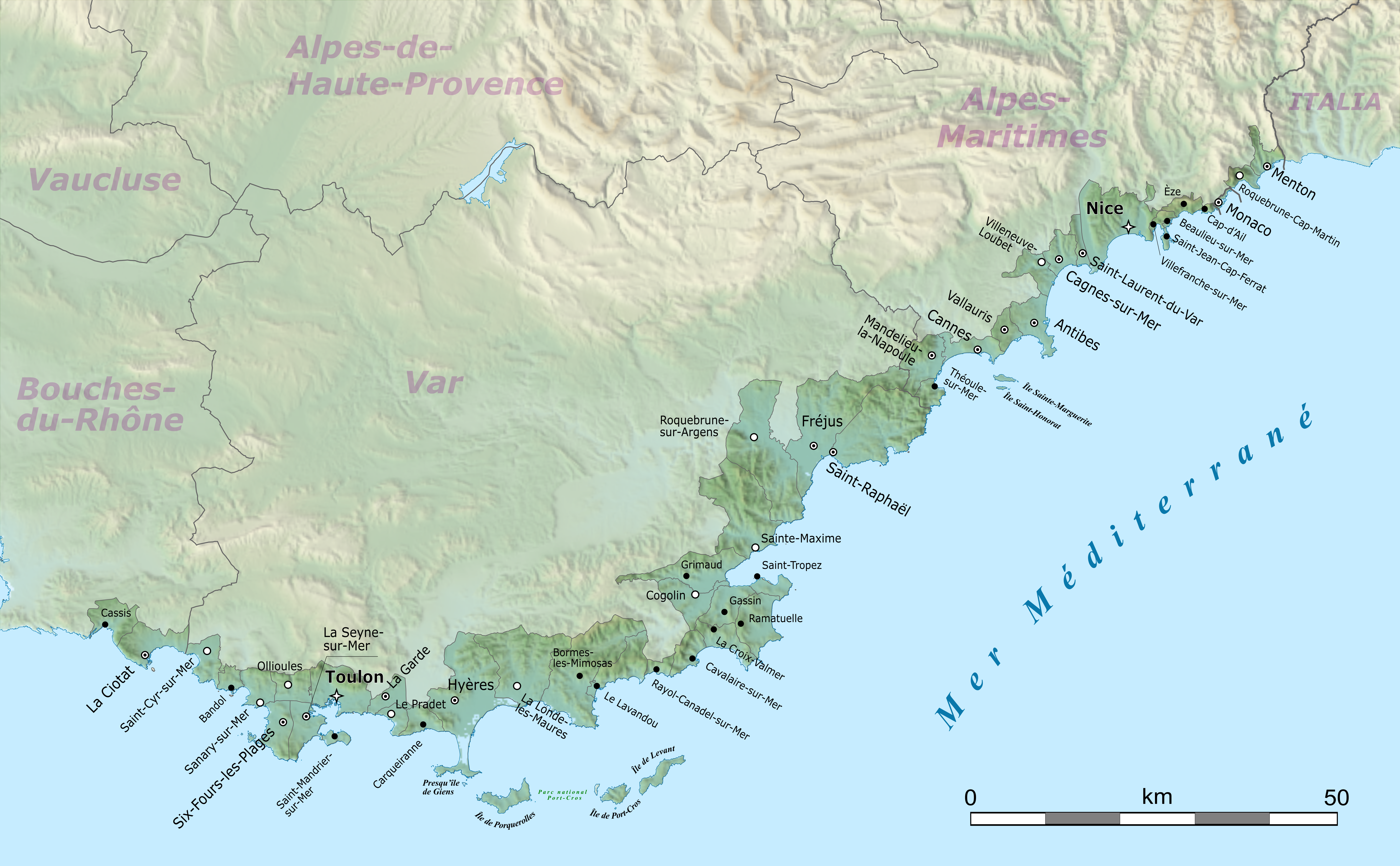
Bản đồ Côte d'Azur

Côte d'Azur [Lỗi Lua trong Mô_đun:IPA tại dòng 52: invalid option '%T' to 'format'.] ("bờ biển xanh da trời") là một phần bờ biển Địa Trung Hải của Pháp. Tên này được nhà thơ Stéphen Liégeard tạo ra, ông đã cho xuất bản 1887 một cuốn sách với tựa là La Côte d'Azur.

## Địa lý
Theo sách bách khoa Pháp ("Petit Robert", "Petit Larousse") thì Côte d'Azur trải dài từ Cassis (gần Marseille) đến Menton ở biên giới với Ý. Tuy nhiên, một số nguồn khác thì cho là Toulon, Hyères hoặc Saint-Tropez là điểm khởi đầu ở phía Tây. Một số nguồn khác lại giới hạn Côte d'Azur trong vùng biển của tỉnh Alpes-Maritimes.
Riviera của Pháp là một phần của vùng Provence-Alpes-Côte d'Azur với biên giới biển của tỉnh Bouches-du-Rhône, Var và Alpes-Maritimes và công quốc Monaco và do đó là một phần lớn của bờ biển Địa Trung Hải Provence. Địa danh được biết đến nhiều là Saint-Tropez, Cannes, Antibes, Nice, Monaco và Menton.
Nội địa có rất nhiều núi, dãy núi Alpes maritimes, vùng cao nguyên Provence-Nizza và dãy núi Massif des Maures. Đặc trưng của phia Tây Côte d'Azur là đồi đá màu đỏ ở bờ biển, mà mở rộng từ vùng núi Esterel đến biên giới với vùng Calanques. Ở phía đông dãy núi Alpen kéo dài tới sát biển tại Monaco và Menton và là biên giới Côte d'Azur với Riviera của Ý (Liguria).
Đặc biệt ở vùng Côte d'Azur còn tồn tại rất nhiều những ngôi làng được xây dựng trên những đỉnh núi cao như Èze, Saorge, Saint-Paul, Peillon, Gourdon...

## Hình ảnh

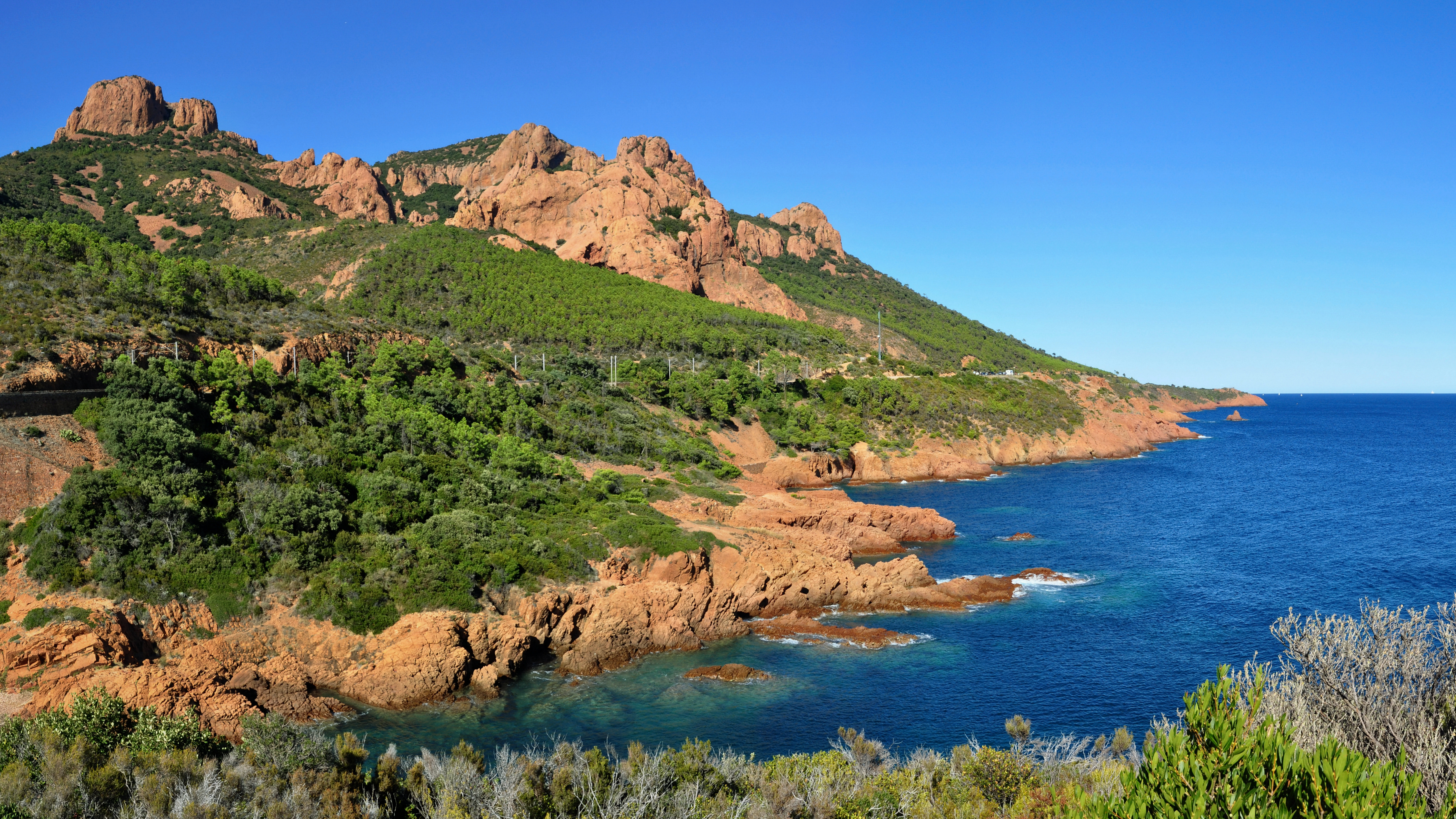
dãy núi Massif de l'Esterel, Alpes-Maritimes, Provence
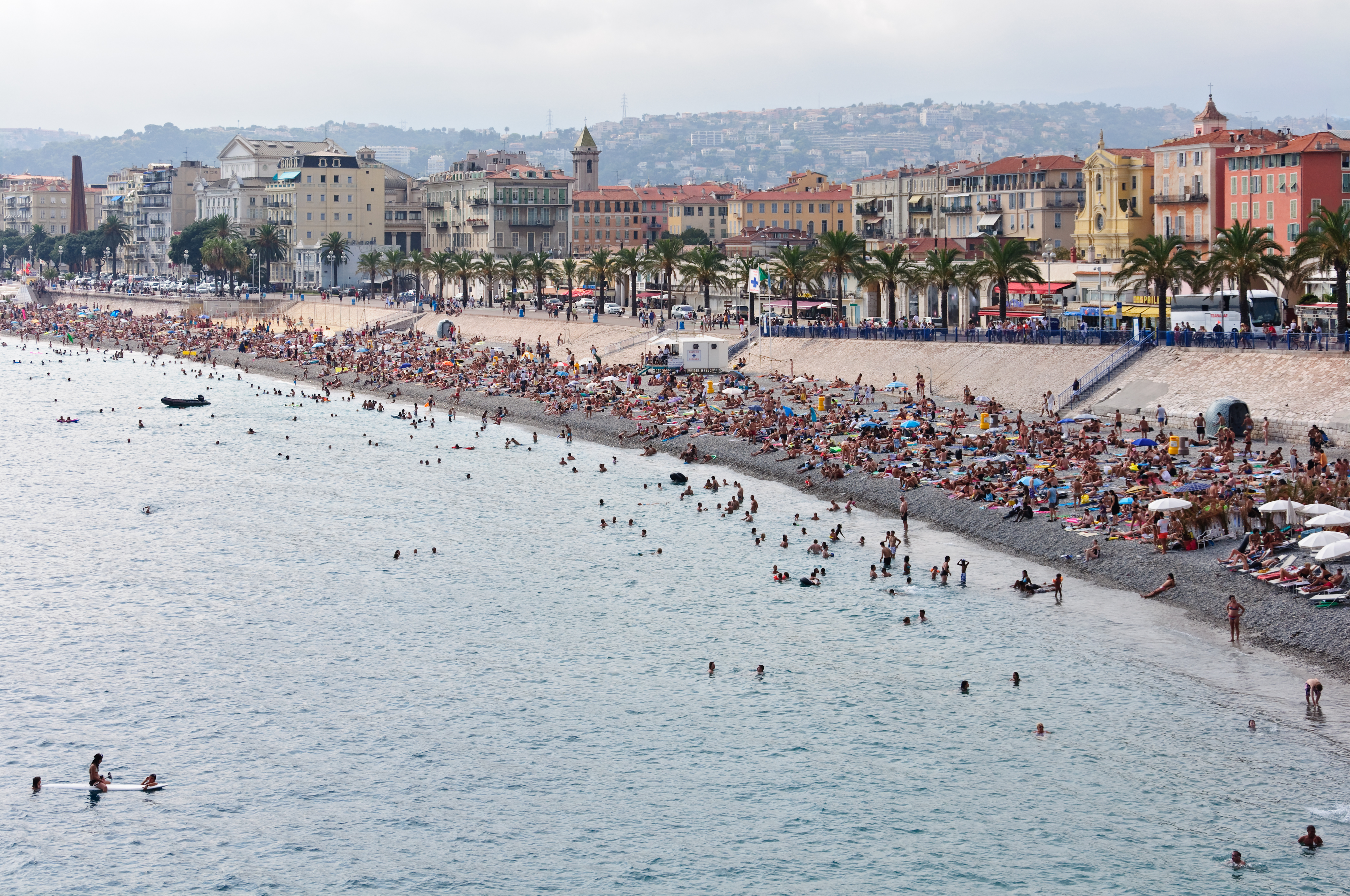
Baie des Anges, bãi biển công cộng Ponchettes ở Nice
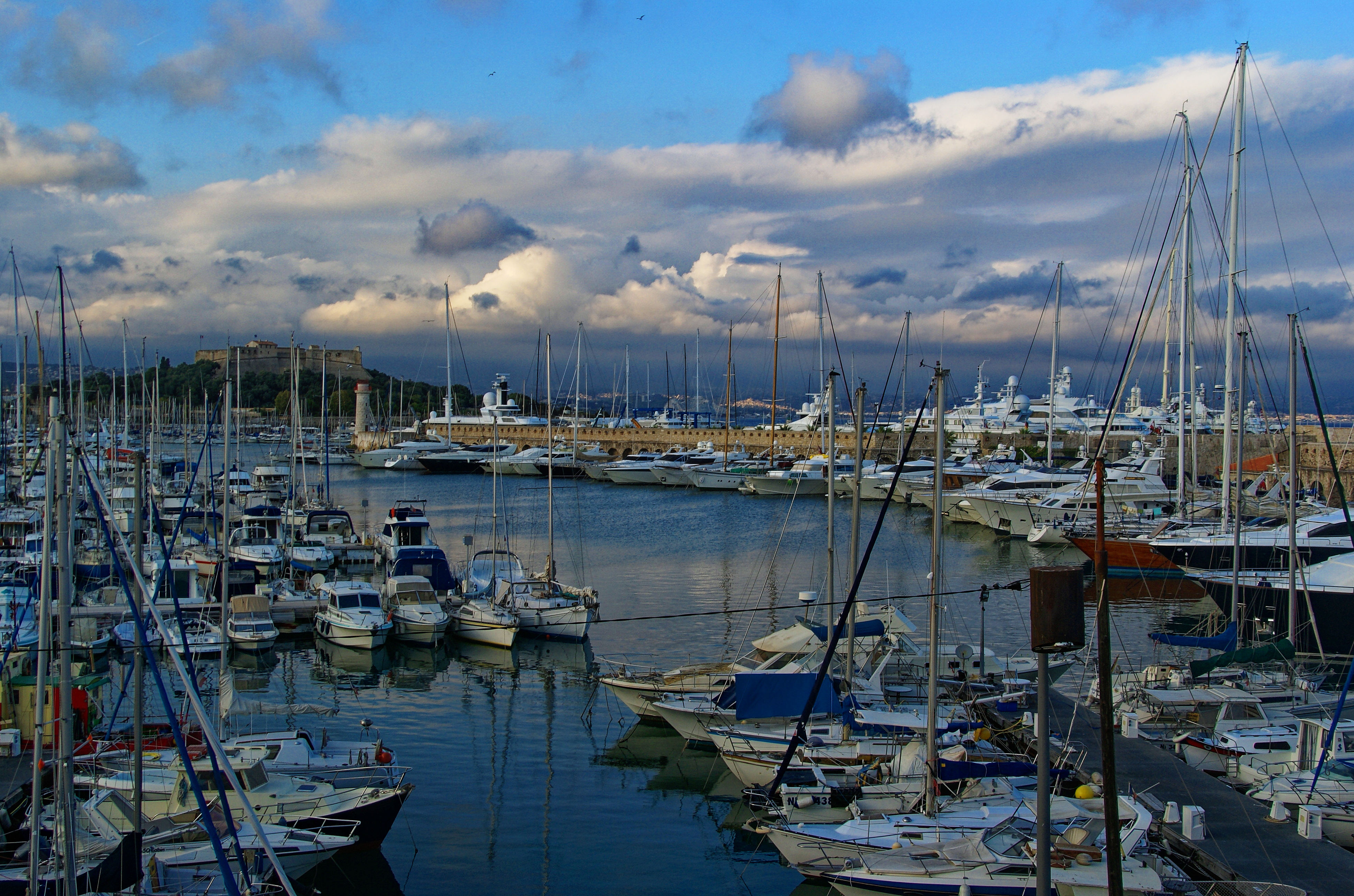
Antibes
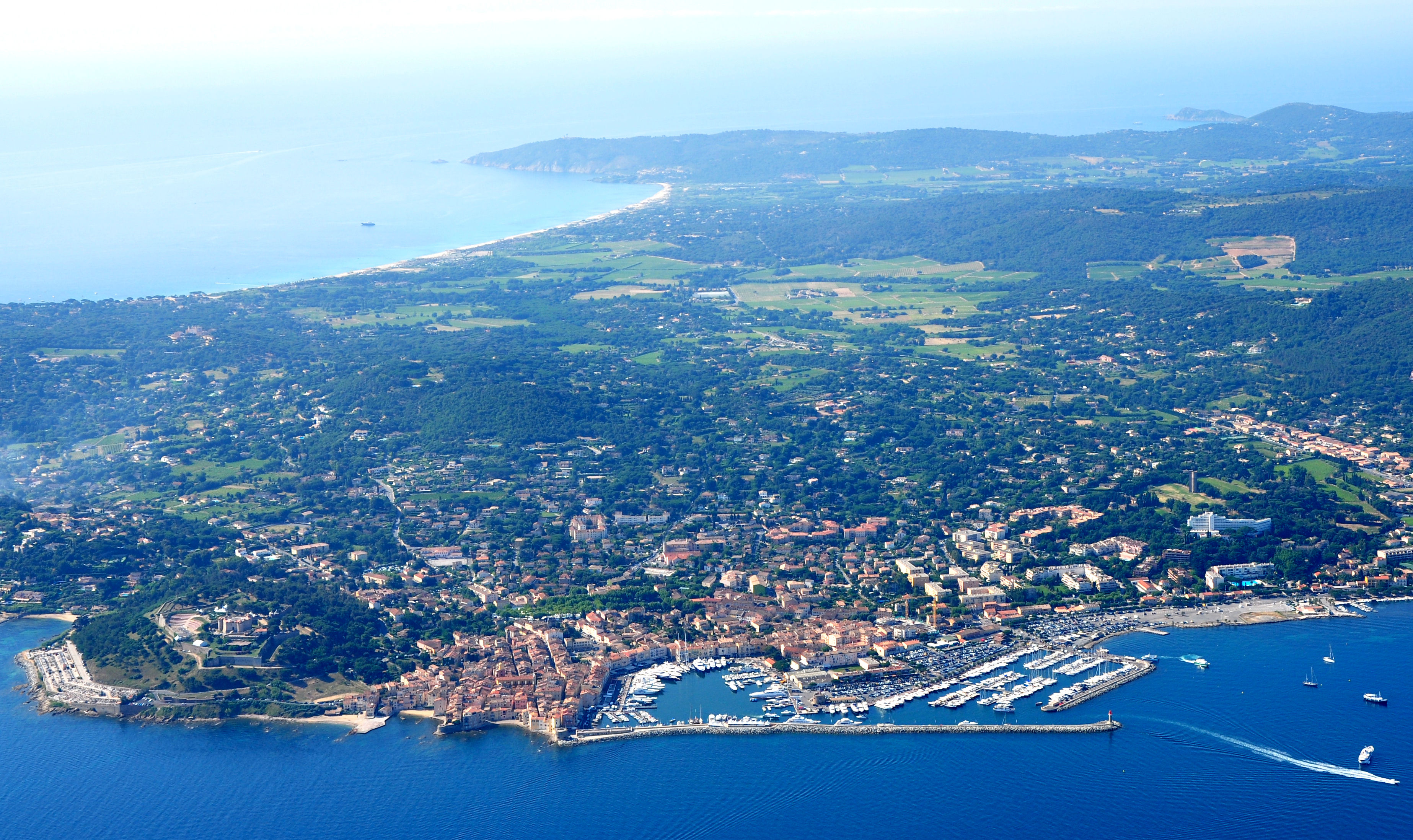
Saint-Tropez
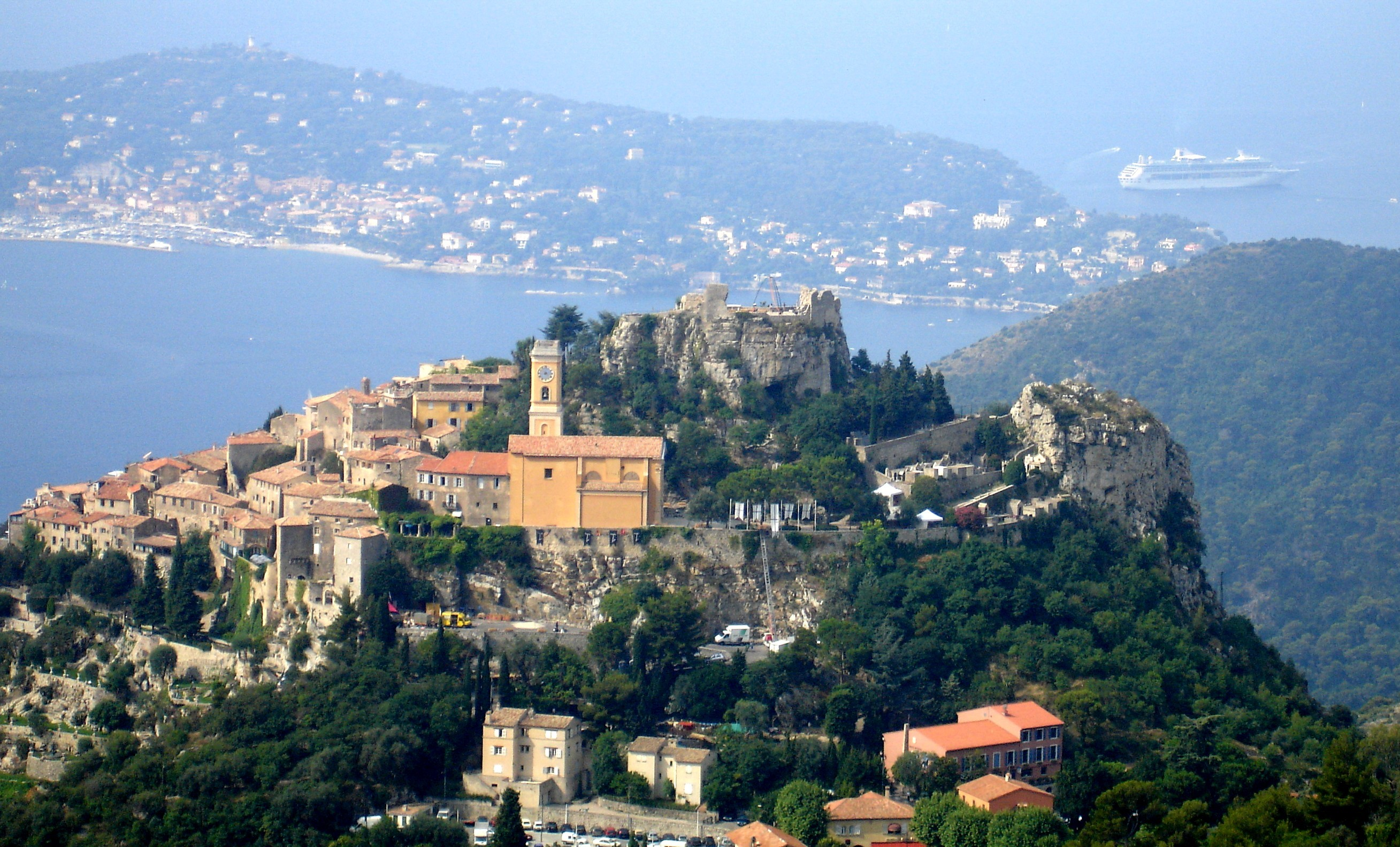
Èze
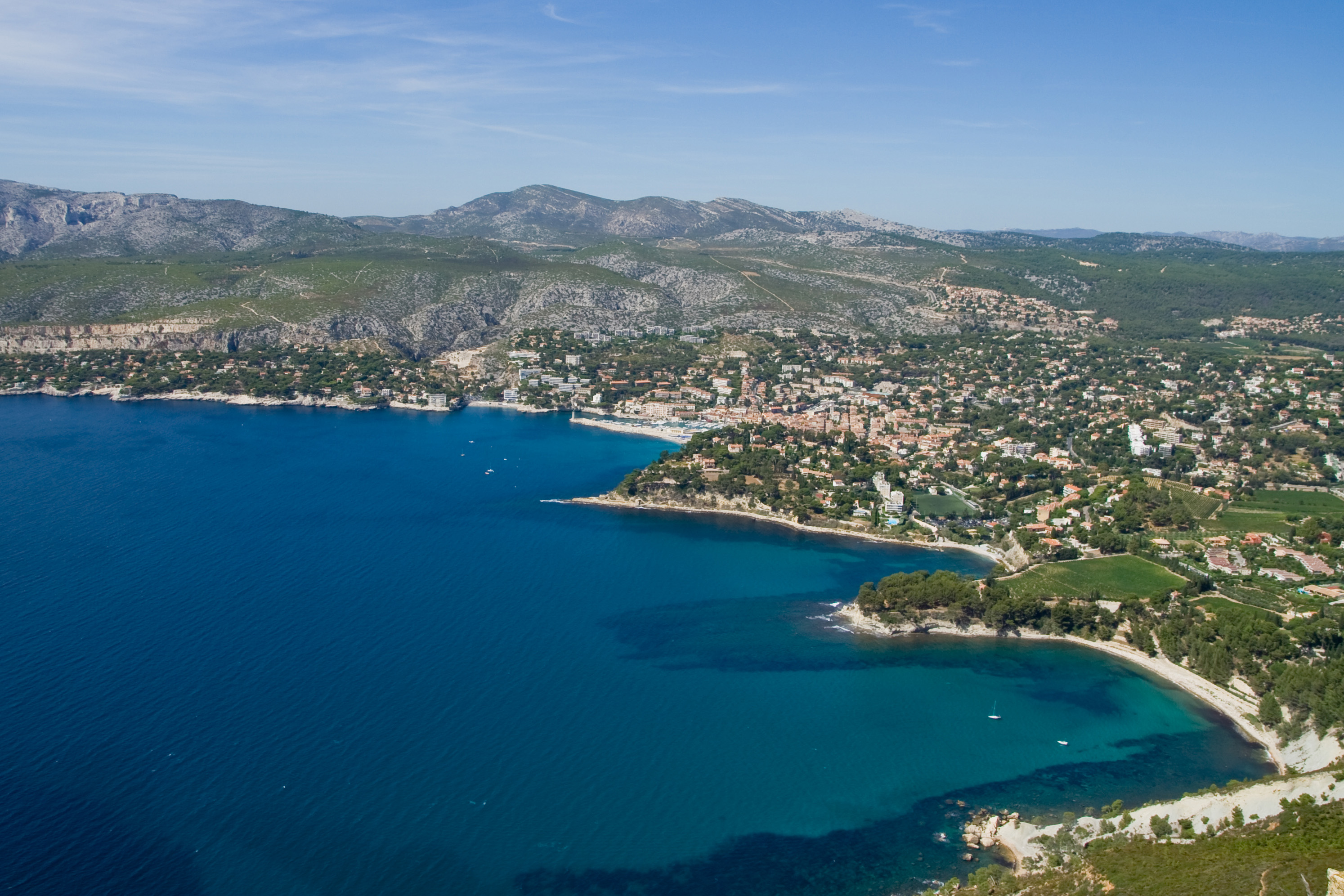
Cassis (Bouches-du-Rhône) tại Côte d'Azur
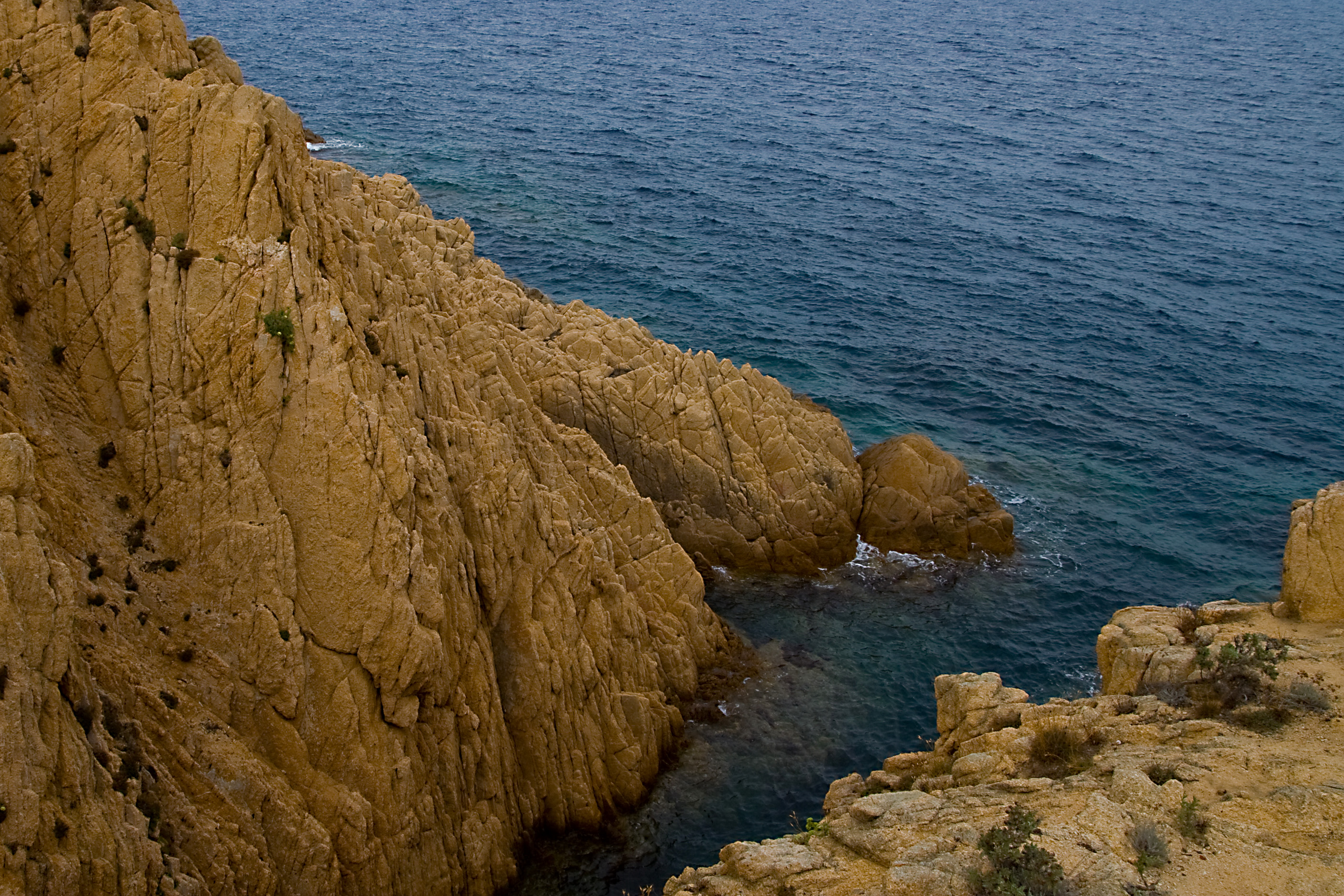
Vịnh tại Cap Camarat gần Ramatuelle Côte d'Azur
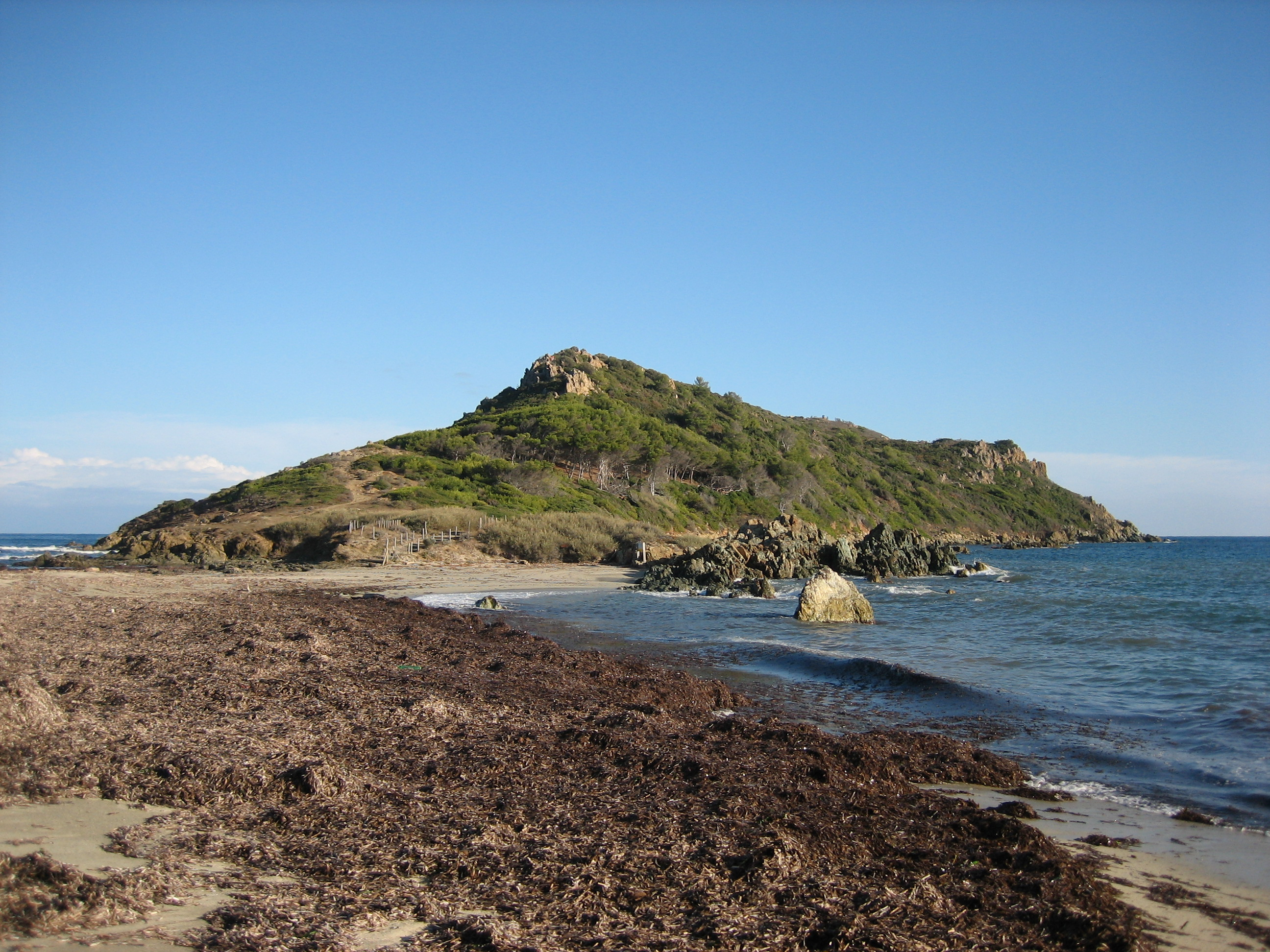
Cap Taillat gần Ramatuelle
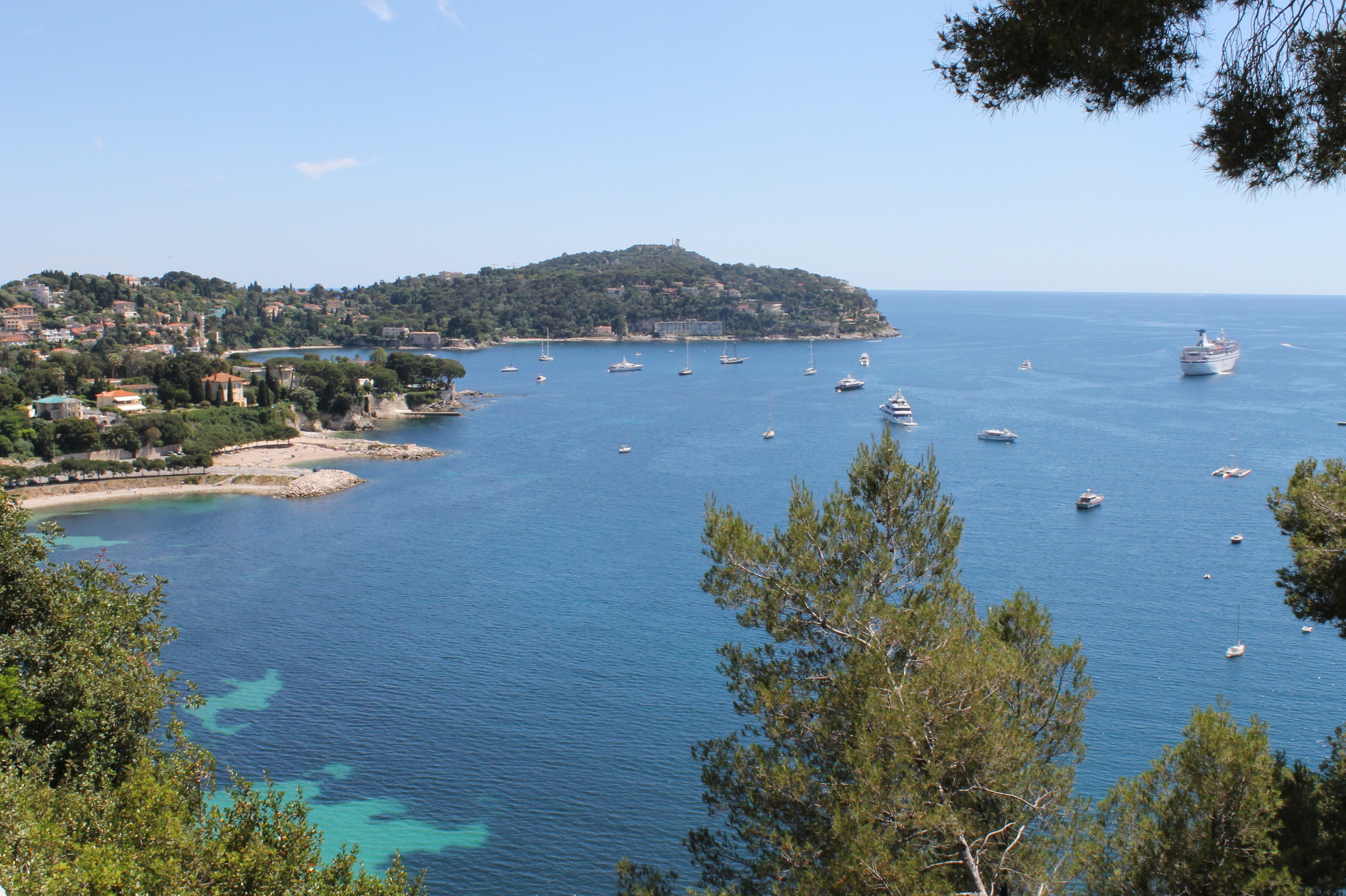
Cap Ferrat gần Nice